# Maliak Alieva
Pour les articles homonymes, voir Aliev (homonymie).
Maliak Alieva, née le 8 mars 1995 à Ierchov (Russie), est une pongiste handisport russe concourant en classe 6 pour les athlètes ayant des problèmes de motricité au niveau des membres inférieurs. Elle est médaillée d'argent en individuel et de bronze par équipes aux Jeux de 2020.

## Carrière
En finale individuelle classe 6 aux Jeux paralympiques d'été de 2020, elle est battue 3 sets à 0 (11-6, 11-4, 11-3) par l'Ukrainienne Maryna Lytovchenko. Par équipes, elle remporte la médaille de bronze classe 6-8 avec Viktoriia Safonova battues en demi par les Néerlandaises Kelly van Zon et Frederique van Hoof.

## Palmarès

### Jeux paralympiques
- médaille d'argent en individuel classe 6 aux Jeux paralympiques d'été de 2020 à Tokyo
- médaille de bronze par équipes classe 6-8 aux Jeux paralympiques d'été de 2020 à Tokyo

### Championnats d'Europe
- médaille d'or en individuel classe 6 aux Championnats d'Europe 2019 à Helsingborg
- médaille de bronze par équipes classe 9-10 aux Championnats d'Europe 2019 à Helsingborg